# Aker ARC 130A
Ледоколы проекта Aker ARC 130A — серия российских ледокольных судов обеспечения.
Предназначены для:
- Ледокольной проводки танкеров;
- Помощи при проведении швартовных и погрузочных операций;
- Спасательных операций;
- Буксировки судов;
- Пожаротушения;
- Участия в операциях по ликвидации разливов нефти.

## Проект
Проект выполнен в 2015 году финской компанией Arctech Helsinki Shipyard путем модернизации проекта Aker ARC 130 под требования заказчика (Газпром Нефть). Модернизированный проект получил обозначение Aker ARC 130A. На момент заказа Arctech Helsinki Shipyard принадлежала российской «Объединенной судостроительной корпорации». По первоначальному проекту Aker ARC 130 на верфи Arctech Helsinki Shipyard по заказу финского транспортного агентства к 2016 году построен один ледокол Polaris (icebreaker).

## Технические характеристики
- Длина наибольшая 121,7 м[1][2]
- Ширина наибольшая 26 м
- Осадка 8,2 м
- Дедвейт 3 400 т
- Скорость 16 узлов
- Автономность (по запасам провизии) 30 суток
- Экипаж 21 человек
- Гребные электродвигатели: 3 азимутальных устройства, 2 × 7.5 МВт (корма) + 6.5МВт (нос) общей мощностью 21,5 МВт
- Силовая установка: 4 главных дизель-генератора и 1 стояночный генератор

## Представители проекта
| Название           | Проект        | Изготовитель                      | Дата закладки | Спуск на воду | Ввод в строй | Состояние |
| ------------------ | ------------- | --------------------------------- | ------------- | ------------- | ------------ | --------- |
| Александр Санников | Aker ARC 130A | Выборгский судостроительный завод | 3.11.2015     | 24.11.2016    | 29.06.2018   | Активен   |
| Андрей Вилькицкий  | Aker ARC 130A | Выборгский судостроительный завод |               |               | 17.12.2018   | Активен   |

### «Александр Санников»
Разработан по заказу «Газпром нефти» для обеспечения отгрузки нефти с Новопортовского месторождения через терминал «Ворота Арктики».
Ледокол назван в честь директора дирекции нефтепереработки «Газпром нефти» Александра Леонидовича Санникова.
«Александр Санников» заложен 3 ноября 2015 года на Выборгском судостроительном заводе. Спущен на воду 24 ноября 2016 года. Поднятие флага произведено 29 июня 2018 года в Санкт-Петербурге.

### «Андрей Вилькицкий»
Ледокол назван в честь русского гидрографа и полярного исследователя А. И. Вилькицкого.